# جريس الهامس
جريس الهامس (1930 - 8 نوفمبر 2020) محامٍ ومُناضلٌ وكاتبٌ سوري، ناضل ضد الاستعمار الفرنسي مع الحركة الطلابية الوطنية في سوريا، وبعدها في صفوف الحزب الشيوعي السوري ، أول من انشقّ عن الحزب مع مجموعة من رفاقه , ويُعدّ أحد مؤسسي «التيار الشيوعي العربي المستقل» منذ عام 1965، كما أسهم في «أدبيات الحزب الشيوعي العربي» التي كانت تُعد سرية، ومنها «نضال الكادحين»، و«صوت الفلاح»، ضمن نشرات «الصحيفة الماركسية النظرية».
اعتُقل عدّة مرات بعد انتهاء الاستعمار الفرنسي، وكان آخر اعتقال بين عامي 1974 و1978، وبعد معركة النقابات 79-80  لوحق واضطرّ للتخفّي .. , ثمّ غادر بعدها سوريا إلى لبنان و لجأ إلى العراق ثمّ بولندا ثم هولندا التي بقي فيها لمدة 25 سنة منذ عام 1995 وحتى وفاته في عام 2020.

## مؤلفاته
من مؤلفاته:
- كيف ضاعت الجولان؟ جريمةٌ لا تغتفر، 2007[4][5]
- الوضع القانوني للمقاومين العرب – نقابة المحامين بدمشق – 1970.
- أفكار ماو تسي تونغ قمة الماركسية اللينينية في عصرنا – دار البستاني – بيروت – 1970.
- الوحدة العربية بين الشعار والتطبيق – دار الكتاب – بيروت 1980.
- السرطان الصهيوني من القبيلة إلى دولة الاغتصاب – بيروت – 1088.
- ماذا في سوريا – باريس.1998.
- من يحاكم من في نظام العسكرتاريا؟ 2001.
- مملكة الاستبداد المقنن في سوريا 2004.[6]

كما نشر عددًا من المقالات السياسية والأدبية في العديد من الصحف والمجلات.

## وفاته
تُوفي في 8 نوفمبر 2020 في هولندا، عن عمرٍ ناهز 90 عامًا. كان قد نعاه عبر مواقع التواصل الاجتماعي عددٌ من الشخصيات، ومنهم الروائي تيسير خلف، حيث كتب «جريس الهامس.... رجل عاصر الانتداب الفرنسي، والاستقلال، والانقلابات العسكرية، والوحدة السورية المصرية، وحكم الانفصال، وانقلابات البعث جميعها.. وكان حتى يوم أمس يناقش على موقع الفيسبوك و يجادل ويعترض ويحلم بغد أفضل لسوريا.. رحمه الله».